# آلن کرکمن
آلن کرکمن (انگلیسی: Alan Kirkman؛ ۲۱ ژوئن ۱۹۳۶ – ۱۴ ژانویهٔ ۲۰۱۱) بازیکن فوتبال اهل بریتانیا بود.
از باشگاه‌هایی که در آن بازی کرده‌است می‌توان به باشگاه فوتبال وورکینگتون ای. اف. سی، باشگاه فوتبال روترهام یونایتد، باشگاه فوتبال تورکی یونایتد، باشگاه فوتبال اسکانتورپ یونایتد، باشگاه فوتبال منچستر سیتی، و باشگاه فوتبال نیوکاسل یونایتد اشاره کرد.